# بارت-سور-میوژ
بارت-سور-میوژ (به فرانسوی: Barret-sur-Méouge) یک کمون (فرانسه) در فرانسه است که در canton of Ribiers واقع شده‌است. بارت-سور-میوژ ۲۶٫۷۲ کیلومتر مربع مساحت دارد ۶۴۹ متر بالاتر از سطح دریا واقع شده‌است.